# Gaustatoppen

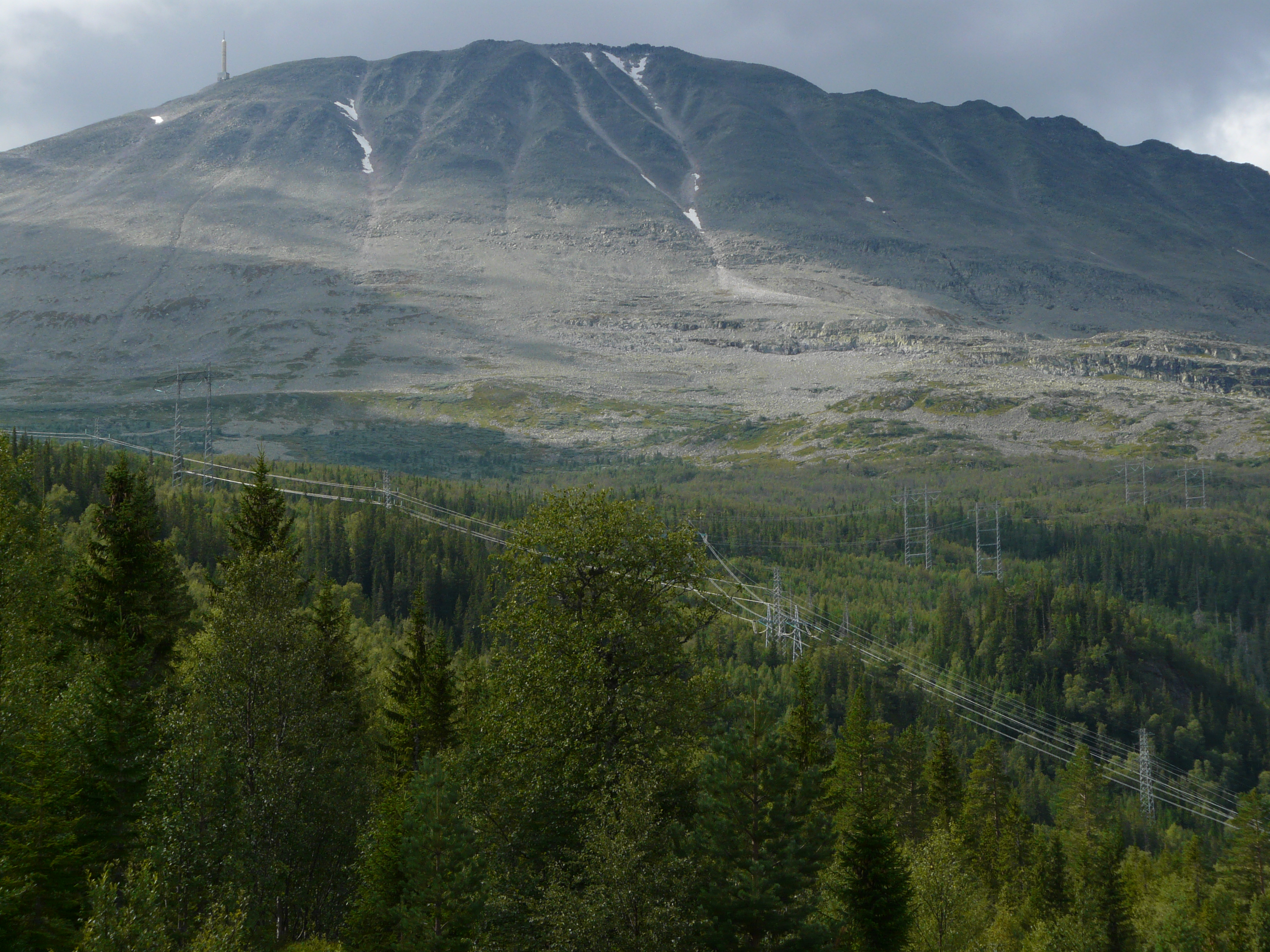

Gaustatoppen is met 1883 meter de hoogste berg van de provincie Telemark in Noorwegen.
De berg ligt in de gemeente Tinn, en aan zijn voet ligt de stad Rjukan. Zijn naam, Gausta, kan afgeleid zijn van het oudnoorse Gausstod naar gaus, stromend water, en stod (boothuis). Aangenomen wordt dat de naam een samenhang heeft met een boerderij die geregeld werd overspoeld door de rivier de Måna. Geologisch gezien bestaat Gaustatoppen uit zandsteen uit het precambrium.
Vanaf de berg heeft men het grootste uitzicht in Noorwegen, gemeten in aantal vierkante kilometers. Bij helder weer is een gebied van 60.000 km² te zien (Nederland beslaat 41.528 km²), dit is ongeveer een zesde van de oppervlakte van het land, exclusief eilanden. Jaarlijks bezoeken zo'n 30.000 mensen de top.
Met de Gaustabanen, een kabelspoorweg, is het mogelijk om de 1800 meter hoog gelegen Tuddalstippen te bereiken. Vanaf daar ligt een door Nepalese sherpa's aangelegde trap naar de toeristenhut. In de winter is het ook een skigebied.
Gaustatoppen is bereikbaar vanaf de weg richting Tuddal vlak bij het meer Heddersvatnet. Dicht bij de top ligt de Gaustatoppen-toeristenhut. Vooral in de zomer is het een populaire berg om via een rotsachtig pad te beklimmen. Vooral bij de Noren vormt dit een geliefde familiewandeling.

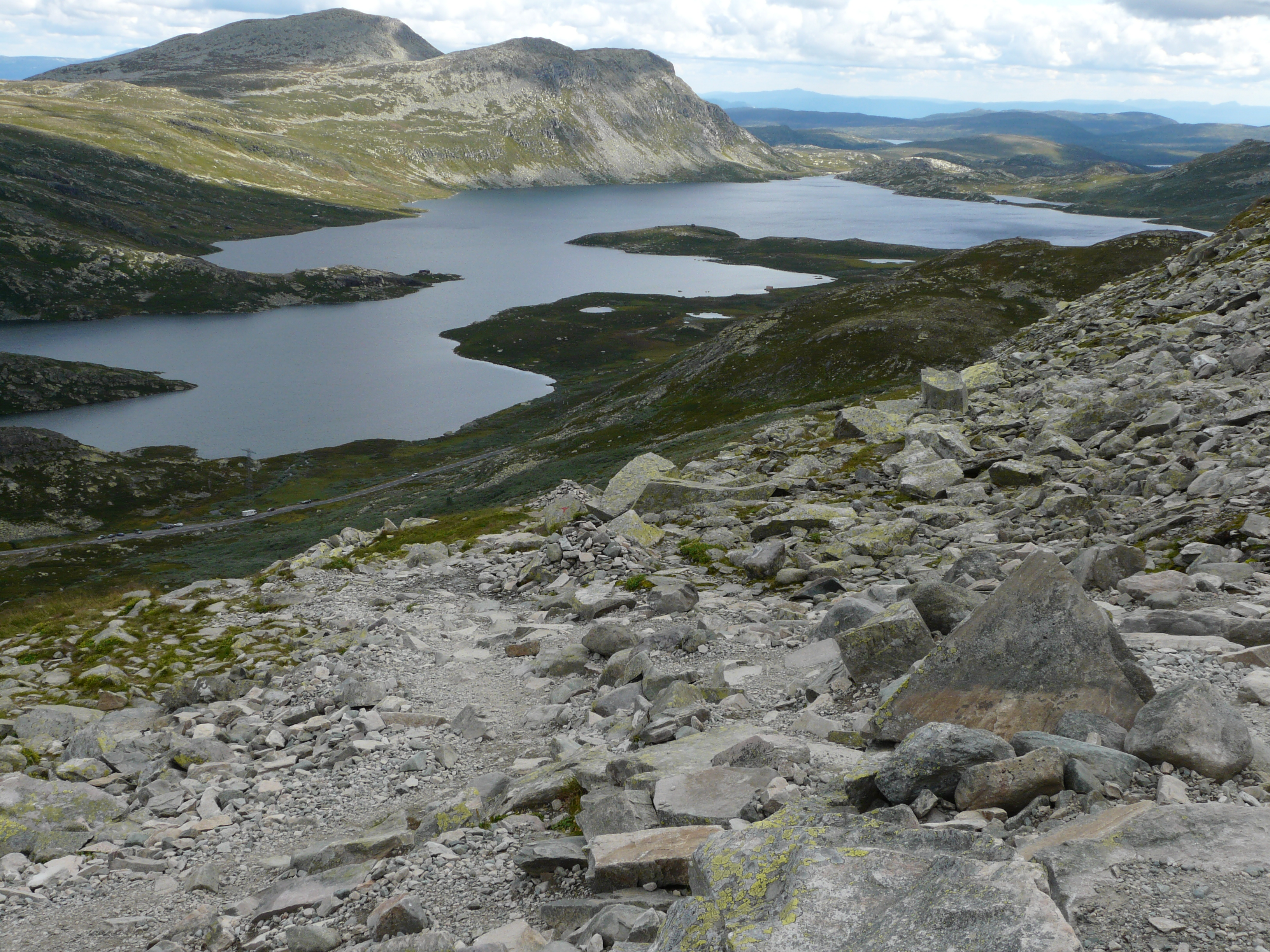
Zicht op meer Heddersvatnet